# Humant coronavirus 229E
Humant coronavirus 229E är ett enkelsträngat positivt RNA-virus inom släktet Alphacoronavirus, underfamiljen Orthocoronavirinae och familjen Coronaviridae. Tillsammans med humant coronavirus OC43, är det ett av de äldst kända coronavirusen, och båda dessa orsakar vanlig förkylning.

## Smitta och symptom
HCoV-229E överförs mellan människor genom salivdroppar i utandningsluften och genom fomiter. HCoV-229E orsakar en mängd olika luftvägssjukdomar, från vanlig förkylning till allvarligare sjukdomar som lunginflammation och bronkiolit. Det är också ett av de coronavirus som oftast upptäckts tillsammans med andra virus i luftvägarna, speciellt med Humant respiratoriskt syncytialvirus (HRSV).

## Epidemiologi
HCoV-229E är ett av sju kända coronavirus som smittar mellan människor, och ett av fyra vanliga globalt förekommande tillsammans med HCoV-NL63, HCoV-OC43 och HCoV-HKU1. Dock uppträder virusutbrotten vid olika tillfällen på året i olika delar av världen.